# Xanthobacter
Xanthobacter ist eine Gattung von Bakterien. Die Arten sind, was den Stoffwechsel angeht, sehr vielseitig. Sie können Energie durch die Spaltung von Wasserstoff gewinnen, sie zählen zu den Wasserstoff oxidierenden Bakterien. Auch sind sie in der Lage, metyhlotroph zu wachsen. Hierbei wird mit Verbindungen, die nur ein einziges Kohlenstoff-Atom (C1-Verbindungen) enthalten (wie z. B. Methanol), Energie gewonnen. Einige können auch verschiedene organische Verbindungen verstoffwechseln.

## Merkmale
Die Zellen sind kokkoid oder stäbchenförmig und manchmal verdrillt. Pleomorphe Zellen entstehen auf Medien, die Zwischenprodukte des Citratzyklus (insbesondere Succinat) enthalten. Kokkoide Zellen und auch bis zu 10 µm lange Zellen werden auf Medien gebildet, die einen Alkohol als einzige Kohlenstoffquelle enthalten. Polyphosphate und Lipidkörper mit Poly-β-Hydroxybutyrat sind gleichmäßig in den Zellen verteilt. Je nach Art und Wachstumsbedingungen sind die Zellen unbeweglich oder durch peritriche Geißeln beweglich. Das Ergebnis vom Gram-Test erscheint aufgrund der Polyphosphatgranula oft falsch positiv oder variabel. Die Zellwand ist jedoch strukturell und biochemisch, wie für Proteobakterien üblich, gram-negativ.
Die Kolonien sind meist undurchsichtig und schleimig (einige Stämme bilden keinen Schleim) und sind aufgrund eines wasserunlöslichen Carotinoid-Pigments (Zeaxanthin Dirhamnosid) gelb gefärbt. Die Farbintensität hängt von der Menge des von den einzelnen Stämmen produzierten Schleims ab.
Abweichend hiervon sind Kolonien von X. polyaromaticivorans leicht rosarot-orange gefärbt. Dies liegt wahrscheinlich an terminalen Substitutionen am Zeaxanthin, die sich vom Zeaxanthin-Dirhamnosid unterscheiden.
Die meisten Mitglieder der Gattung vermehren sich durch Teilung, Xanthobacter viscosus und X. aminoxidans vermehren sich dem hingegen durch Knospung.
X. autotrophicus und X. flavustested produzieren eine Zellkapsel (Glykokalyx) die aus eine α-Polyglutamin besteht und die sich zwischen der Zellwand und dem nach außer abgegebenen Schleim befindet. Das Glutaminpolymer findet sich nicht auf Zellen, die unter N2-fixierenden oder chemolithoautotrophen Bedingungen wachsen. Im Gegensatz zum Schleim wird dieses Polymer in der spätesten Wachstumsphase und unter Stickstoffmangel wiederverwertet. Andere Arten, die das α-verknüpfte Polyglutamat produzieren, sind z. B.: Mycobacterium tuberculosis, Flexithrix dorotheae, Natronococcusoccultus und Halococcus turkmenicus.

## Stoffwechsel und Wachstum
Die Arten sind aerob, tolerieren aber auch geringe Sauerstoffgehalte. Der Stoffwechsel ist chemolithoautotroph, (d. h. sie müssen keine organische Verbindungen für das Wachstum aufnehmen) oder chemoorganoheterotroph. Chemolithoautotrophes Wachstum erfolgt durch die Spaltung von Wasserstoff. Hierbei wird Energie aus der Reaktion 2H2, O2 → 2H2O gewonnen und CO2 zur Kohlenstoffbindung genutzt. Daher gehören die Arten zu der Gruppe der „Wasserstoffoxidierer“ oder „Knallgasbakterien“.
Xanthobacter-Arten sind in der Regel auch in der Lage, mit Methanol metyhlotroph zu wachsen. Methanol dient hierbei als Energie- und Kohlenstoffquelle. Der Aufbau, also die Assimilation von Kohlenstoffverbindungen verläuft hierbei über den Ribulosebiphophatweg (RuBP). Bei dem metyhlotrophen Wachstum oxidiert Xanthobacter autotrophicus Methanol zu CO2 über eine Pyrrolochinolinchinon (PQQ)-haltige Methanoldehydrogenase, die durch Ammonium stimuliert wird. Das methylotrophe Wachstum von X. flavus Stamm H4-14 wurde im Detail untersucht.
Ethanol, Propanol oder einige organische Säuren können ebenfalls genutzt werden.
Die 2004 beschriebene Art Xanthobacter polyaromaticivorans ist untypisch, da sie kein autotrophes Wachstum zeigt.
Einige Stämme können bestimmte Kohlenhydrate (z. B. Fruktose und/oder Saccharose) verwerten und somit chemoorganoheterotroph wachsen. Kohlenhydrate und Gluconat werden über den Entner-Doudoroff-Weg und den Pentosephosphatweg verstoffwechselt.
Stickstoff (N2) wird bei chemolithoautotrophen und auch bei heterotrophen Wachstum fixiert (Stickstofffixierung). Allerdings geschieht dies bei den meisten Stämmen nur in Umgebungen mit geringen Sauerstoffgehalt.

## Ökologie
Die Bakterien kommen in Süßwasser (hauptsächlich Xanthobacter agilis), feuchten Böden mit verrottendem organischem Material (X. autotrophicus) vor. Arten treten auch assoziiert mit Wurzeln von Pflanzen auf, wie z. B. bei in Feuchtgebieten wachsenden Reis.
Xanthobacter xylophilus wurde aus saurem dystrophischem Wasser mit niedrigem Salzgehalt und verrottendem Fichtenholz isoliert. Es ist mäßig azidophil („säureliebend“) und verwendet organische Säuren, wie Citronensäure, Oxalsäure, Succinylsäure, Gluconsäure, sowie Xylose und Xylan.
Xanthobacter-Arten zählen zu den stickstofffixierenden Bakterien und Arten wie Xanthobacter agilis und X. flavus kommen auch innerhalb von Pflanzen als Endophyten vor.
Stickstofffixierende Bakterien können den freien, molekularen Stickstoff (N2, Distickstoff) aus der Umgebung aufnehmen und im Stoffwechsel weiter verwerten, eine Fähigkeit die unter den Bakterien relativ weit verbreitet ist, im Pflanzen- und Tierreich aber fehlt. Die stickstofffixierenden Bakterien stellen somit eine wichtige Quelle für Stickstoff dar. Bei Xanthobacter werden hierbei aber keine Wurzelknöllchen gebildet, wie es bei anderen stickstofffixierenden Bakterien, den sogenannten Knöllchenbakterien der Fall ist. X. flavus kommt u. a. in der Pflanzenart Zitwerwurzel (Curcuma zedoari) vor.
Xanthobacter tagetidis ist mit Arten der Tagetes, auch als Studentenblume bezeichnet, assoziiert. Tagetes ist ein gut untersuchter Produzent von Thiophenverbindungen, die fast 1 % der normalen Wurzelmasse ausmachen können. X. tagetidis kann mit chemischen Verbindungen, die von Thiophen ausgehen, wachsen. Zu den getesteten Verbindungen, die das Bakterium nutzen kann, zählen u. a. Thiophen-2-carboxylat und Thiophen-2-acetat. Diese Verbindungen können vom Bakterium als einzige Kohlenstoff- und Energiequelle genutzt werden. Des Weiteren kann es chemolithoautotroph mit Schwefelverbindungen wie Thiosulfat und mit CO2 als Kohlenstoffquelle wachsen. Es trägt wesentlich zum Umsatz von einfachen anorganischen und organischen Schwefelverbindungen (einschließlich substituierter Thiophene) in der natürlichen Umwelt bei. X. tagetidis zeigt des Weiteren auch methylotrophes Wachstum mit z. B. Methanol als Kohlenstoffquelle und zeichnet sich somit durch seine metabolische Vielseitigkeit aus.

## Nutzung
Bei Xanthobacter wurde das Einsetzen zur biologische Stickstofffixierung für Anbau von Nutzpflanzen untersucht. So wurde die Wirkung der Besprühung von Reis mit Xanthobacter fiavus und anderen Bakterienarten getestet. Der Ertrag vom Reis wurde sowohl in N2-freier Sandkultur als auch unter Feldbedingungen getestet. Der Ertrag der untersuchten Reissorte wurde dadurch merklich erhöht.
Xanthobacter-Arten sind in der Lage, viele verschiedene problematische chemische Verbindungen abzubauen. Hierzu zählen z. B. 2-Nitropropan und Propen und verschiedene Chlorhaltige Verbindungen, wie 1,4-Dichlorbenzol, Propachlor (2-Chlor-N-isopropylacetanilid) und 1,2-Dichlorethan. Die chemische Gleichung zum Abbau von Dichlorethan lautet: C2H2Cl2, + 5/2 O2 + 2 CO2 + H,O + 2 HCl. Zu anderen, hierzu fähigen Bakterien zählt z. B. Rhodococcus.
Xanthobacter polyaromaticivorans kann verschiedene polycyclische aromatische Kohlenwasserstoffe (PAKs) abbauen. Hierzu zählt z. B. Dibenzothiophen (DBT). Es handelt sich um eine aromatischen Verbindung, die in Rohöl vorkommt. Des Weiteren können Anthracen, Fluoren, Phenanthren, Dibenzofuran und Biphenyl abgebaut werden.
Obwohl polycyclische aromatische Kohlenwasserstoffe (PAKs), wie Anthracen und Naphthalin, und heterocyclische aromatische Kohlenwasserstoffe (HAKs), wie Dibenzothiophen, in Umgebungen mit normalen Sauerstoffgehalt, wie in Oberflächengewässern oder Bodenpartikeln durch verschiedene aerobe Bakterien abgebaut werden können, bleibt ein großer Teil der PAKs und HAKs an festen Partikeln haften und setzt sich auf dem Grund von Flüssen oder Seen ab, wo nur wenig Sauerstoff verfügbar ist, also mikroaerobe Bedingungen herrschen. Xanthobacter polyaromaticivorans toleriert geringen Sauerstoffgehalt und kann diese Verbindungen in solchen Umgebungen abbauen. Viele der bezüglich vom Abbau von PAK untersuchten Bakterien benötigen hierzu hohe Sauerstoffkonzentrationen, Arten wie X. polyaromaticivorans sind somit von besonderen Interesse für die Entwicklung von Techniken für die Bioremediation von solchen Umgebungen.

## Systematik
Xanthobacter wurde 1978 aufgestellt. Hierzu wurde die bis dahin als Corynebacterium autotrophicum geführte Art zu der neu geschaffenen Gattung Xanthobacter als Typart Xanthobacter autotrophicus gestellt. Corynebacterium autotrophicum wurde 1974 eingeführt, weitere Untersuchungen führten dann zu der Umstellung.
Die Gattung zählt zu der Familie Xanthobacteraceae, welche zu der großen Gruppe der Proteobacteria gestellt wird.
Es folgt eine Liste mit einigen Arten (Stand Dezember 2023):
- Xanthobacter agilis Jenni and Aragno 1988
- Xanthobacter aminoxidans Doronina and Trotsenko 2003
- Xanthobacter autotrophicus (Baumgarten et al. 1974) Wiegel et al. 1978 (Approved Lists 1980)
- Xanthobacter dioxanivorans Wang et al. 2021
- Xanthobacter flavus Malik and Claus 1979 (Approved Lists 1980)
- Xanthobacter oligotrophicus Tikhonova et al. 2021
- „Xanthobacter polyaromaticivorans“ Hirano et al. 2004
- Xanthobacter tagetidis Padden et al. 1997
- Xanthobacter viscosus Doronina and Trotsenko 2003
- „Xanthobacter xylophilus“ Zaichikova et al. 2010